# 張萬傳
張萬傳（1909年5月28日—2003年1月12日）出生於台灣台北淡水:158-9，是台灣20世紀早期赴日本修習西洋繪畫的前輩畫家之一，藝術創作主要以表現主義、野獸派的風格技法為其特色。

## 生平

### 早年
張萬傳1909年出生於淡水，父親張永清（1877—1945）當時在淡水海關任職，32歲之年喜獲長子，以「萬事流傳」之意取名「萬傳」，與台語的「慢傳」語音呼應:8。
1924年張萬傳從士林公學校高等科畢業，舉家遷居台北大稻埕。他在1929年進入由倪蔣懷出資成立的洋畫研究所，開始跟隨石川欽一郎等習素描、水彩畫、油畫等課程，認識藍蔭鼎、倪蔣懷、陳植棋、楊三郎等前輩， 更與志同道合的洪瑞麟、陳德旺結識成為終生好友:12。

### 進入畫壇
1930年，張萬傳與洪瑞麟、陳德旺都陸續赴日習畫。在東京與陳植棋、李梅樹、李石樵共同租屋。時逢李梅樹剛考上東京美術學校，李石樵正在準備進行第三次的東京美術學校入學考。為加強應試能力，張萬傳進入川端畫學校、本鄉繪畫研究所進修。1931年，張萬傳與洪瑞麟、陳德旺三人同時考上1929年甫成立之帝國美術學校（今武藏野美術大學）的西洋畫科。1932年，張萬傳以帝國美術學校創作課程比例少於預期，決定退學，透過書籍畫冊的研讀與在私人畫塾持續鍛鍊素描技法，自修習畫與創作:16-17。雖然未進入正統學院體制美術系統接受訓練，張萬傳的畫作〈廟前之市場〉在1932年入選第六回台展。:158。
1936年張萬傳與洪瑞麟、陳德旺一同加入臺陽美術協會，出品第二屆「台陽展」。1937年，前往廈門時，結識許聲基，共組青天畫會。1938年張萬傳、陳德旺、洪瑞麟、陳春德、許肇基、黃清埕組成Mouve美術團體:290-1；同年，張萬傳、洪瑞麟、陳德旺三人退出臺陽美術協會。:9
1938年第一屆府展開幕，張萬傳以廈門風景為題的〈鼓浪嶼風景〉獲得特選獎:158。
1939年張萬傳回到台灣，先在倪蔣懷管理的瑞芳礦場擔任行政，再次參加府展，以〈鼓浪嶼的教會〉再次入選。1942年，〈廈門所見〉入選第五回府展。1943年描繪台南風景的〈南方風景〉入選最後一回（即第六回）府展:9。

### 戰後
1946年，張萬傳受邀進入建國中學擔任體育老師，重組橄欖球校隊，並負責部分訓導工作:51。1947年台灣發生「二二八」事件。張萬傳先避居陽明山老家，後投靠在金山行醫的大弟張萬居，並認識了在診所的護士許寶月女士:64。張萬傳在金山小漁村中從事捕魚工作，同時持續創作，也大量描繪「魚」。「魚」作為他重要的創作題材，不僅是他當時日常眼見之物，也象徵昔日在他南下展覽時，經營魚塭的謝國鏞對他的照顧恩情。此外，也寄託他對愛吃魚的父親的思念之情:52。
1948年張萬傳重新回到教職，於台北大同中學擔任美術老師，隔年與許寶月女士結婚。1950年張萬傳兼任延平高中的美術老師，1952年再次加入台陽美協。 1954年，與洪瑞麟、張義雄、廖德政、金潤作等人共組「紀元美術會」，推出首展於台北市美而廉畫廊，同年，與大同國中教師陳德旺、蔡蔭棠等共組業餘的「星期日畫家會」。
1955年，張萬傳退出臺陽美術協會，1956年紀元美術會中輟，1964年應聘國立藝專（今國立台灣藝術大學）美術科夜間部:10。

### 退休生活
1972年好友洪瑞麟退休，移居美國，張萬傳也心生退休之意，同年從台北大同中學退休。 1975年張萬傳隻身前往歐洲，展開為期兩年的旅歐生活。爾後也有前往日本、美洲各國，長達15年的旅遊生活。 直到1996年張萬傳回到台灣進行白內障割除手術，1997年台北市立美術館為張萬傳舉辦回顧展張萬傳八八個展。 2003年逝世，享年95歲:158-9。

## 藝術特色與貢獻
張萬傳雖未接受美術學院體制的養成教育，透過個人進修、遊學、觀摩與創作不輟，多次入選官方美展與活躍於台灣畫壇，積極參展與參與畫派與藝術團體的創立與活動，成為20世紀台灣美術發展史上的重要前輩畫家之一；其作品主題涵蓋風景、人物、魚、靜物；創作媒材包括油畫、水彩、素描；版畫等，並以表現主義、野獸派的風格技法為其特色:283。張氏曾於廈門美專、臺北市立大同中學、延平中學、國立藝專美術科夜間部等校擔任美術老師，對美術教育具有貢獻:157-8。在他過世後，臺北市立美術館於2008年舉辦《張萬傳百歲紀念展》。國父紀念館在2019年舉辦《湧動-張萬傳110歲紀念展》。

## 外部連結
- 張萬傳網路美術館 （页面存档备份，存于）。
- 【民視台灣學堂】台灣美術一世紀：張萬傳畫風獨特:色彩鮮豔、筆觸粗獷、形色交融 （页面存档备份，存于） 2017.8.8—李欽賢